# Ivo Arzua Pereira
Ivo Arzua Pereira (Palmeira, 29 de abril de 1925  - Curitiba, 9 de septiembre de 2012) fue un ingeniero y político brasileño. Alcalde de Curitiba entre 1962 y 1967, fue designado ministro de Agricultura, Ganadería y Abastecimiento de Brasil entre 1967 y 1969.

## Biografía
Hijo de José de Silva Pereira y Maria Emília Arzua Pereira, nació en el municipio de Palmeira, interior del estado de Paraná, y se graduó en Ingeniería Civil por la Escuela de Ingeniería de la Universidad Federal de Paraná en 1948, donde comenzó como profesor.
Fue prefecto de Curitiba, de 15 de noviembre de 1962 a 14 de marzo de 1967 y ministro de Agricultura, de 15 de marzo de 1967 a 30 de octubre de 1969 y entre sus realizaciones al frente del ayuntamiento de Curitiba, están el alargamiento de la avenida Mariscal Deodoro y la creación de Vila Nossa Senhora da Luz.
Fue elegido el "Ingeniero del Año 2000" por el Instituto de Ingeniería de Paraná (IEP) y prestó servicios voluntarios como asociado en el Rotary International Curitiba Oeste, como presidente en el periodo 1973-74 y Gobernador del Distrito 464 del Rotary International en el periodo 1976-77.

## Obras
- Moradia ... Esperança e Desafio: 1965
- A Estratégia do Grande Impulso: 1970
- Com Licença , Senhor Candidato: 1983
- Há que Continuar Semeando: 1983
- A Epopeia das Misericórdias: 1993 - 1a Ed; 1994 - 2a Ed; 2000 - 3a Ed
- Um Sopro da Eternidade: 1995  et Arnaldo Arzua Pereira
- O Jubileu Cristianismo Ano 2000 e a Bula Inter Gravíssimas: 1999
- No Século XXI e no III Milênio, Há Que Continuar Semeando...: 2001